# جون هنري وليامز (اقتصادي)
جون هنري وليامز (بالإنجليزية: John Henry Williams)‏ هو اقتصادي أمريكي، ولد في 21 يونيو 1887 في ويلز في المملكة المتحدة، وتوفي في 24 ديسمبر 1980 في ساوثبريدج في الولايات المتحدة.

## وصلات خارجية
- جون هنري وليامز على موقع الموسوعة البريطانية (الإنجليزية)